# تاج محل: داستان یک عشق ابدی
تاج محل: داستان یک عشق ابدی (به انگلیسی: Taj Mahal: An Eternal Love Story) فیلمی محصول سال ۲۰۰۵ و به کارگردانی اکبرخان است. در این فیلم بازیگرانی همچون کبیر بدی، سونیا جهان، مانیشا کویرالا، ارباز خان، زولفی سید، پوجا باترا، کیم شارما و نگارخان ایفای نقش کرده‌اند.